# River Cess
River Cess és un comtat localitzat al sud de Libèria. És un dels quinze comtats que comprenen el primer nivell de la seva divisió administrativa. Cesstos City és la capital. El comtat posseeix una extensió de territori que abasta 5.594 quilòmetres quadrats. Des del Cens de 2008, River Cess tenia 65.862 habitants, fent-lo el segon comtat menys habitat de Libèria. Limita amb Grand Bassa a l'oest, amb Nimba al nord-est, i amb el comtat de Sinoe al sud-est. La part del sud de River Cess es troba a l'oceà Atlàntic. Creat el 1984, el Superintendent corrent Distingit és B. Rancy Ziankahn.

## Districtes
El comtat de River Cess posseeix la particularitat d'estar subdividit en només un parell de districtes que apareixeran esmentats a continuació:
- Districte de Timbo
- Districte de Morweh